# Kaapse frankolijn
De Kaapse frankolijn (Pternistis capensis; synoniem: Francolinus capensis) is een vogel uit de familie fazantachtigen (Phasianidae). De wetenschappelijke naam van de soort is voor het eerst geldig gepubliceerd in 1789 door Gmelin.

## Voorkomen
De soort is endemisch in Zuid-Afrika.

## Beschermingsstatus
Op de Rode Lijst van de IUCN heeft de soort de status veilig.